# Nana (mitologia suméria)
Nana (em sumério: DŠEŠ.KI, DNANNA) era o deus (dingir) sumério da Lua. Era geralmente representado com símbolos lunares (como um crescente sobre a cabeça). Era sobretudo cultuado em Ur. Na Acádia, foi adoptado como Sim ou Suém (em acádio: Su'en, Sîn).

## Mitologia
Filho do deus Enlil e da deusa Ninlil. Quando Eresquigal permitiu o retorno de Ninlil e Enlil para a morada do Anunáqui, pediu que Ninlil consagrasse um de seus filhos a ela. Esse filho foi Nana que permanecia 27 dias no mundo dos vivos e depois descia para ter com Eresquigal e retornar ao céu. Foi assim que desposou Ningal, filha de Eresquigal e gerou os gêmeos: Samas e Inana (Istar).
Embora, mais tarde, na Antiguidade Clássica a Lua fosse associada a deusas (Selene e Ártemis na Grécia; Luna e Diana em Roma), na Antiguidade Oriental era geralmente uma divindade masculina: Nana na Suméria; Sim na Acádia; e Quespisiquis no Egito.
Nana tinha uma barba feita de lápis-lazúli e cavalgava um touro alado. O touro foi um de seus símbolos, através de seu pai, Enlil, "Touro do Céu", junto com a lua crescente e o tripé (que pode ser um candeeiro). Em selos cilíndricos, ele é representado como um homem velho com uma barba esvoaçante e o símbolo da lua crescente. No sistema astral-teológico ele é representado pelo número 30 e a lua. Este número provavelmente se refere ao número médio de dias (corretamente em torno de 29,53) em um mês lunar , medido entre novas luas sucessivas.

Um importante texto sumério ("Enlil e Ninlil")  fala sobre a descida de Enlil e Ninlil, grávida de Sim, ao mundo subterrâneo. Lá, três "substituições" são dadas para permitir a ascensão de Nana. A história mostra algumas semelhanças com o texto conhecido como "A Descida de Inana".